# Bob Smith (attore)
Robert Schmidt, meglio noto come Bob Smith (Buffalo, 27 novembre 1917 – Hendersonville, 30 luglio 1998), è stato un attore statunitense.
Nel 1940 ha sposato Mildred Metz con cui rimase fino alla morte.
Ha preso parte in qualche film a partire dagli anni cinquanta; il suo ultimo lavoro è Piccola peste torna a far danni.
È morto di cancro nel 1998 a 80 anni.

## Filmografia

### Cinema
- Track of Thunder, regia di Joseph Kane (1967)
- Piccola peste torna a far danni (Problem Child 2), regia di Brian Levant (1991)

### Televisione
- Treasure Island, regia di Dave Heather (1982) - film TV
- The New Howdy Doody Show - serie TV (1976-1978)
- Happy Days - serie TV, episodio 2x17 (1975)
- Rowan e Martin (Rowan & Martin's Laugh-In) - serie TV (1967-1973)

## Doppiatori italiani
Nelle versioni in italiano delle opere in cui ha recitato, Bob Smith è stato doppiato da:
- Ugo Bologna in Piccola peste torna a far danni[1]
- Mario Bardella in Happy Days[2]